# Novickis
Novickis ist ein litauischer männlicher Familienname, abgeleitet vom russischen Wort novyj.

## Litauische weibliche Formen
- Novickytė (ledig)
- Novickienė (verheiratet)

## Namensträger
- Alfons Novickis (1906–1931), lettischer Fußballnationalspieler
- Valdas Novickis (* 1986), litauischer Handballspieler
- Valdemaras Novickis (1956–2022), sowjetisch-litauischer Handballspieler und Handballtrainer